# Iker programtervezési minta
A szoftverfejlesztésben, az iker minta egy programtervezési minta, ami lehetővé teszi a fejlesztőknek, hogy megvalósíthassák a többszörös öröklődést, olyan programozási nyelvekben, amik ezt nem támogatják. A mintával elkerülhetjük a többszörös öröklődéssel kapcsolatos problémák nagy részét.

## Definíció
Ahelyett, hogy létrehoznánk egy osztályt ami két szülő-osztályból származik, hozzunk létre inkább két külön gyerek-osztályt, egyiket az egyik, másikat a másik szülő-osztályból örökítve. A gyerek-osztályok szorosan csatoltak, így együttesen egy „iker objektumként“ tekinthetünk rájuk, aminek két külön felülete van (egy az egyik szülőtől származó funkcionalitáshoz, egy pedig a másik szülőtől származóhoz).

## Alkalmazhatóság
Az Iker programtervezési mintát használhatjuk:
- többszörös öröklődés megvalósításához, olyan nyelvekben ahol ez nem támogatott;
- néhány többszörös öröklődésből adódó probléma elkerülésére (mint például a szülő-osztályok tagjai közötti név ütközések).[1]

## Struktúra
Lesz két vagy több szülő-osztály, amit örökíteni akarunk. Mindegyikhez lesz egy gyerek-osztály, ami a szülő-osztályok egyikéből származik. A gyerek-osztályok kölcsönösen össze vannak kapcsolva mezők segítségével (csatoltság), és bármely gyerek-osztály felülírhatja a szülő-osztályból örökölt metódusait. Új metódusokat és mezőket általában csak a gyerekosztályok egyikében deklarálunk.
A következő diagram a többszörös öröklődés tipikus struktúráját mutatja: 
Az alábbi diagramon pedig az (előzőleg bemutatott többszörös öröklődést kiváltó) iker minta struktúrája látható:

## Együttműködések
- Minden gyerek-osztály felelős a szülő-osztályától örökölt protokollért. A gyerek kezeli az ehhez a protokollhoz tartozó üzeneteket, az egyéb üzeneteket pedig továbbítja a társ osztálya felé.[1]
- Az iker minta kliensei csak az iker objektumok egyikére hivatkoznak közvetlenül, a többire (testvérek) pedig ennek az objektumnak a mezőin keresztül.[1]
- A kliensek, amik a szülő osztályok protokolljaira támaszkodnak, az adott szülőnek megfelelő (abból származtatott) gyerek-osztály objektumaival kommunikálnak.[1]

## Példa kód
A következő kód, egy mozgó golyókkal működő számítógépes táblajáték implementációjának vázlata.
a játéktáblához tartozó osztály:
```
 

public
 
class
 
Gameboard
 
extends
 
Canvas
 
{

 
public
 
int
 
width
,
 
height
;

 
public
 
GameItem
 
firstItem
;

 
…

}

```

kódvázlat a GameItem (játékelem) osztályhoz:
```
public
 
abstract
 
class
 
GameItem
 
{

 
Gameboard
 
board
;

 
int
 
posX
,
 
posY
;

 
GameItem
 
next
;

 
public
 
abstract
 
void
 
draw
();

 
public
 
abstract
 
void
 
click
 
(
MouseEvent
 
e
);

 
public
 
abstract
 
boolean
 
intersects
 
(
GameItem
 
other
);

 
public
 
abstract
 
void
 
collideWith
 
(
GameItem
 
other
);

 
public
 
void
 
check
()
 
{

  
GameItem
 
x
;

  
for
 
(
x
 
=
 
board
.
firstItem
;
 
x
 
!=
 
null
;
 
x
 
=
 
x
.
next
)

   
if
 
(
intersects
(
x
))
 
collideWith
(
x
);

 
}

 
public
 
static
 
BallItem
 
newBall

  
(
int
 
posX
,
 
int
 
posY
,
 
int
 
radius
)
 
{
//method of GameBoard

   
BallItem
 
ballItem
 
=
 
new
 
BallItem
(
posX
,
 
posY
,
 
radius
);

   
BallThread
 
ballThread
 
=
 
new
 
BallThread
();

   
ballItem
.
twin
 
=
 
ballThread
;

   
ballThread
.
twin
 
=
 
ballItem
;

   
return
 
ballItem
;

 
}

}

```

kódvázlat a  BallItem (golyó) osztályhoz:
```
public
 
class
 
BallItem
 
extends
 
GameItem
 
{

 
BallThread
 
twin
;

 
int
 
radius
;
 
int
 
dx
,
 
dy
;

 
boolean
 
suspended
;

 
public
 
void
 
draw
()
 
{

  
board
.
getGraphics
().
drawOval
(
posX
-
radius
,
 
posY
-
radius
,
 
2
*
radius
,
 
2
*
radius
);
 
}

 
public
 
void
 
move
()
 
{
 
posX
 
+=
 
dx
;
 
posY
 
+=
 
dy
;
 
}

 
public
 
void
 
click
()
 
{

  
if
 
(
suspended
)
 
twin
.
resume
();
 
else
 
twin
.
suspend
();

  
suspended
 
=
 
!
 
suspended
;

 
}

 
public
 
boolean
 
intersects
 
(
GameItem
 
other
)
 
{

  
if
 
(
other
 
instanceof
 
Wall
)

   
return
 
posX
 
-
 
radius
 
<=
 
other
.
posX

    
&&
 
other
.
posX
 
<=
 
posX
 
+
 
radius

   
||
 
posY
 
-
 
radius
 
<=
 
other
.
posY

    
&&
 
other
.
posY
 
<=
 
posY
 
+
 
radius
;

  
else
 
return
 
false
;

 
}

 
public
 
void
 
collideWith
 
(
GameItem
 
other
)
 
{

  
Wall
 
wall
 
=
 
(
Wall
)
 
other
;

  
if
 
(
wall
.
isVertical
)
 
dx
 
=
 
-
 
dx
;
 
else
 
dy
 
=
 
-
 
dy
;
 
}}

```

kódvázlat a  BallThread („golyómozgató“ programszál) osztályhoz:
```
public
 
class
 
BallThread
 
extends
 
Thread
 
{

 
BallItem
 
twin
;

 
public
 
void
 
run
()
 
{

  
while
 
(
true
)
 
{

   
twin
.
draw
();
 
/*erase*/
 
twin
.
move
();
 
twin
.
draw
();

  
}

 
}

}

```

## Iker minta megvalósítása
A következő szempontokat érdemes figyelembe venni:
- Adat absztrakció - az „iker osztály“ együttműködő osztályai (testvérek) erősen csatoltak kell hogy legyenek, mivel valószínűleg el kell tudniuk érni egymás privát mezőit és metódusait. Java-ban ezt úgy érhetjük el, hogy a testvér osztályokat egy közös csomagba (package) rakjuk, és csomag szintű láthatóságot adunk a szükséges mezőknek és metódusoknak. Modula-3-ban és Oberon-ban az együttműködő osztályok egy közös modulba kerülhetnek.
- Hatékonyság - Az iker minta kompozíciót használ, ami üzenet-továbbítást igényel, emiatt az iker minta kevésbé hatékony lehet, mint az öröklődés. Mivel azonban a többszörös öröklődés némileg kevésbé hatékony mint az egyszeres öröklődés, az üzenet továbbításból fakadó többlet munka nem okoz komoly problémát.[1][2]

## Fordítás
- Ez a szócikk részben vagy egészben  a   Twin Pattern című angol Wikipédia-szócikk ezen változatának fordításán alapul.  Az eredeti cikk szerkesztőit annak laptörténete sorolja fel. Ez a jelzés csupán a megfogalmazás eredetét és a szerzői jogokat jelzi, nem szolgál a cikkben szereplő információk forrásmegjelöléseként.